# Svenska Akademien (Band)
Svenska Akademien ist eine Hip-Hop- und Reggae-Gruppe aus Schweden, die 1999 von Carl-Martin Vikingsson, Simon Vikokel and Kristoffer Hellman in Landskrona gegründet wurde.
Obwohl manche ihre Musik als politisch links und grün betrachten, erklärt die Band auf ihrer Website: „Svenska Akademien hat keine eigene Ideologie, oder irgendeine Art von Manifest, das von den Mitgliedern verabschiedet wurde.“

## Andere Projekte
Carl-Martin Vikingsson hat unter dem Namen „Sture Alléns Dansorkester“ ein Solo-Album rausgebracht. Außerdem hat der Sänger von Svenska Akademien, Ivan Olausson-Klatil („General Knas“), im Juni 2006 ein Solo-Album mit dem Titel „Äntligen har rika människor fått det bättre“ („Endlich haben es die reichen Menschen besser“) veröffentlicht.
Bengt Andersson Film produzierte den Kurzfilm Sture (2007), ein Porträt über Sture Allén d.y. Auf dem Göteborg Filmfestival 2008 hatte ein Dokumentarfilm über Svenska Akademien mit dem Titel „...om sakernas tillstånd“ Premiere.

## Diskografie

### Alben
- 2001: Snapphaneklanen (EP)
- 2002: Med anledning av
- 2004: Tändstickor för mörkrädda
- 2005: Resa sig opp
- 2005: Upphovsmännen till den skånska raggan (Sampler)
- 2007: Gör det ändå!

### Singles
- 2001: Snapphaneklanen
- 2002: Rötter
- 2004: Psalm för mörkrädda
- 2005: Du vill så du kan
- 2007: Vakna